# Dani de la Torre
Daniel de la Torre Alvaredo, conegut com a Dani de la Torre (Monforte de Lemos, 1975), és un director, realitzador i guionista gallec.

## Trajectòria
Després d'estudiar Imatge i So a Ourense, va filmar diverses curtmetratges, com Minas (2004), Lobos (2004) i Bos días (2006). El 2010 va dirigir i coescriure una minisèrie de dos episodis Mar libre, interpretada per Miguel de Lira, Luis Zahera i José Ángel Ejido, entre d'altres.
El 2015 va dirigir el seu primer llargmetratge, El desconocido, amb guió de Alberto Marini, protagonitzat per Luís Tosar, Elvira Mínguez, Javier Gutiérrez i Goya Toledo, entre d'altres, que fou rodada a la Corunya. La pel·lícula va obtenir dotze guardons als 14a edició dels Premis Mestre Mateo, inclosos el de millor pel·lícula, millor director i millors actors i actrius protagonistes i secundaris. A més va obtenir dos Premis Goya (millor muntatge i millor so) i va tenir vuit candidatures, inclosa la de millor director novell per Dani de la Torre.
El 2018 va dirigir el curtmetratge Álex y Julia, per Estrella Damm, amb Michelle Jenner i Oriol Pla. Després va dirigir L'ombra de la llei, amb guió de Patxi Amezcua i protagonitzada de nou per Luís Tosar, amb Michelle Jenner, Vicente Romero i Manolo Solo entre d'altres. La pel·lícula va obtenir tres Premis Goya (millor fotografia, direcció artística i disseny de vestuari) i deu Premis Mestre Mateo, inclòs el de millor pel·lícula i segon premi a millor director per de la Torre.

## Filmografia

### Cinema
- El desconocido (2015)
- L'ombra de la llei (2018)
- Live is Life (2021)

### Televisió
- Mar Libre (2010)

### Curtmetratges
- Minas (2004).
- Lobos (2004).
- Bos días (2006).
- Álex y Julia (2018).